# Camp de Bad Sassendorf (11 SS-Eisenbahnbaubrigade)
Le camp de Bad Sassendorf (11. SS-Eisenbahnbaubrigade) est une unité de travail forcé dépendant du camp de concentration de Neuengamme, du type « camp de concentration sur rails », affectée à la réparation des voies ferrées et logeant dans des wagons de chemin de fer sur leur lieu d'intervention.

## Création
À l'automne 1944, la SS met en place les SS-Eisenbahnbaubrigaden pour réparer les voies ferrées et les gares détruites par les bombardements alliés. Les brigades de reconstruction comptent généralement 500 détenus qui logent dans des wagons. Ces « camps de concentration sur rails », transportent les détenus sur leurs lieux de travail,,.
Le 8 février 1945, 504 détenus du camp de Neuengamme sont sélectionnés pour composer la  XI. SS Eisenbahnbaubrigade. Le 13 février, ils quittent le camp dans un train de marchandises et arrivent deux jours plus tard à Soest (à l'est de Dortmund) où, sur ordre de la Reichsbahn, les détenus sont affectés à la reconstruction des voies ferrées détruites en 1944. Ils dorment dans les wagons garés sur les voies entre Soest et Bad Sassendorf.
Fin février, les wagons sont touchés par un bombardement allié et 33 détenus au moins trouvent la mort. Ils sont remplacés par des détenus venus de Neuengamme. Après le bombardement, le kommando est transféré dans une ferme des environs,.

## Évacuation
Le 4 ou 5 avril 1945, la SS évacue le Kommando Soest-Bad Sassendorf : les malades restent au camp et les autres sont emmenés à pied jusqu'à Höxter où ils montent dans un train, qui les emmène soit à Sachsenhausen, soit à Dachau. Un troisième groupe de 206 détenus arrive le 4 mai 1945 à Ebensee, kommando extérieur du camp de Mauthausen, en Autriche.

## Mémorial
Une stèle commémorative rappelle les victimes de la SS Baubrigade, dans le cimetière de Bad Sassendorf. 98 corps y ont été enterrés dans une fosse commune, et la moitié des dépouilles ont été exhumées après-guerre pour être déposées dans des tombes individuelles numérotées,. Depuis 1995, une plaque commémorative précise le contexte historique.